# Жданко, Ерминия Александровна
Ерми́ния Алекса́ндровна Жданко́ (3 марта 1891 — не ранее 1914) — сестра милосердия на «Св. Анне» в экспедиции Брусилова.

## Биография
Е. А. Жданко родилась в семье потомственного военного А. Е. Жданко, росла отважной девочкой. Существует семейное предание о том, что она чуть было не уехала защищать Порт-Артур.
Став старше, окончила курсы сестёр милосердия и собиралась на Балканскую войну.
Летом 1912 года откликнулась на предложение Ксении Доливо-Добровольской совершить морское путешествие из Петербурга в Архангельск на борту «Св. Анны». Когда в Александровске-на-Мурмане выяснилось, что несколько членов экспедиции, и в том числе судовой врач, по неизвестной причине отказались от участия в плавании, Е. А. Жданко, несмотря на неодобрение отца, осталась в составе экспедиции.
От штурмана В. И. Альбанова известно, что во время многомесячного дрейфа «Св. Анны» Е. А. Жданко проявила выдержку, мужество и твёрдость духа, самоотверженно ухаживала за больными.

Мы все любили и боготворили нашего врача, но она никому не отдавала предпочтения. Это была сильная женщина, кумир всего экипажа. Она была настоящим другом, редкой доброты, ума и такта…— А. Э. Конрад, один из двух спасшихся участников экспедиции
С апреля 1914 года, когда «Св. Анну» покинула группа участников экспедиции во главе со штурманом В. И. Альбановым, о судьбе Ерминии Жданко ничего не известно.

### Семья
Отец — Александр Ефимович Жданко (1858—1917), генерал-лейтенант (1914).
Мать — Ерминия Юрьевна Жданко (? — 1897), дочь русского генерал-лейтенанта от кавалерии Г. А. Бороздина.
Племянница — Ирина Васильевна Ходкина (род. 1938), дочь Татьяны Жданко. Являясь хранительницей семейных архивов Жданко и Брусиловых, в декабре 2022 года она передала в собрание Музея полярников им. В. И. Альбанова (филиал Национального музея Республики Башкортостан) подлинное письмо Ерминии Жданко и фотографии её семьи 1900–1910 гг..

## Память
Именем Е. А. Жданко в 1950-е годы назван южный мыс острова Брюса (архипелаг Земля Франца-Иосифа) (название нанесено на карты с искажением — мыс Ермилии Жданко).

## Комментарии
1. ↑  Ксения Львовна, сестра Г. Л. Брусилова, была замужем за Борисом Осиповичем Доливо-Добровольским, братом Тамары Осиповны Доливо-Добровольской, второй жены (с 1904) А. Е. Жданко[2].
2. ↑  По другим данным[3], предложение исходило от Г. Л. Брусилова.